# Anjou (Montreal)
Anjou ist eines von 19 Arrondissements der Stadt Montreal in der kanadischen Provinz Québec. Vor 2002 war es eine eigenständige Gemeinde. Im Jahr 2011 zählte der 13,7 km² große Stadtbezirk 41.928 Einwohner.

## Geographie
Anjou liegt im Norden der Île de Montréal. Benachbarte Arrondissements der Stadt Montreal sind Mercier–Hochelaga-Maisonneuve im Osten, Saint-Léonard im Süden, Montréal-Nord im Westen und Rivière-des-Prairies–Pointe-aux-Trembles im Nordwesten. Anjou grenzt im Nordosten an die eigenständige Gemeinde Montréal-Est. Geprägt wird der Bezirk durch zwei Autobahnen, die sich hier kreuzen, die Autoroute 25 und die Autoroute 40. Aufgrund der günstigen Verkehrslage haben sich hier zahlreiche Industrie- und Gewerbebetriebe angesiedelt.

## Geschichte
1886 kam es zur Gründung des Sprengels Saint-Léonard-de-Port-Maurice. 1915 spaltete sich der südliche Teil ab und bildete eine Stadt, deren Gebiet heute dem Arrondissement Saint-Léonard entspricht. Das nördliche Restgebiet blieb weiterhin ein ländlich geprägter Sprengel. In den 1950er Jahren geriet die Gegend in den Sog der rasch wachsenden Agglomeration. 1956 wurde der Sprengel zu einer Gemeinde mit Stadtstatus. Damit verbunden war eine Umbenennung in Anjou. Der Name erinnert an die historische Provinz Anjou im Westen Frankreichs, aus der viele der Kolonisten in Neufrankreich stammten. Der Autobahnbau hatte einen markanten Entwicklungsschub zur Folge; allein in den 1960er Jahren erhöhte sich die Einwohnerzahl um mehr als das Dreifache.
Am 1. Januar 2002 fusionierte Anjou mit Montreal und bildet seither ein Arrondissement. Gegen die von der Provinzregierung verfügte Fusion kam ein Referendum zustande. Zwar stimmte am 20. Juni 2004 eine Mehrheit für die Loslösung, doch das erforderliche Quorum (Zustimmung von 35 % aller Stimmberechtigten) wurde nicht erreicht.

## Bevölkerung
Gemäß der Volkszählung 2011 zählte Anjou 41.928 Einwohner, was einer Bevölkerungsdichte von 3060 Einwohnern/km² entspricht. Von den Befragten gaben 76,3 % Französisch und 7,9 % Englisch als Muttersprache an. Weitere bedeutende Sprachen sind unter anderem Spanisch (3,6 %), Arabisch (2,1 %), Italienisch (1,7 %), Rumänisch (1,7 %), Haitianisch (1,3 %) und Vietnamesisch (1,3 %).

## Persönlichkeiten
- Félix Potvin (* 1971), Eishockeyspieler